# Tania Tupu
Tania Maria Brunton, coniugata Tupu (Wellington, 28 dicembre 1973), è un'ex cestista neozelandese.

## Carriera
Con la Nuova Zelanda ha disputato i Giochi olimpici di Sydney 2000, quelli di Atene 2004 e i Campionati mondiali del 1994.